# Älvsbyn (commune)
La commune d'Älvsbyn est une commune suédoise du comté de Norrbotten. 8 775 personnes y vivent. Son siège se situe à Älvsbyn.

## Localités principales
- Älvsbyn
- Korsträsk
- Vidsel
- Vistheden

## Industrie
Deux sociétés donnent à la commune une certaine notoriété : AB Älvsbyhus, constructeur de maisons en bois, et Polarbageriet AB, boulangerie renommée dans toute la Suède.
Polarbageriet produit environ 1.5 million de pains par jour, qui sont distribués principalement en Suède, mais dont une partie est également exportée vers la Finlande, le Danemark, le Royaume-Uni, l'Allemagne, et la France.
Älvsbyhus est le plus grand producteur de maisons préfabriquées en bois de Scandinavie. Avec l'ensemble de ses usines (toutes n'étant pas localisées à Älvsbyn), la société produit environ deux maisons par jour.